# Granjas de Shebaa

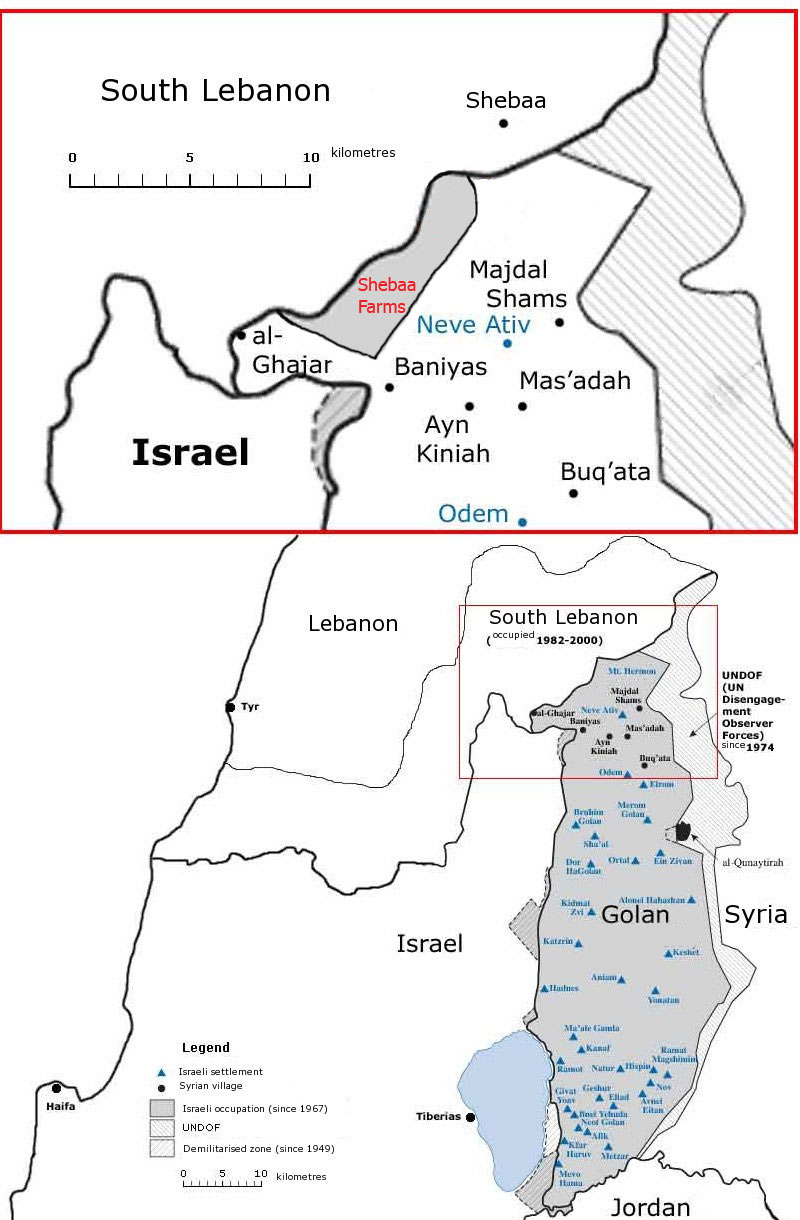

Las granjas de Shebaa (en árabe, مزارع شبعا Mazāri' Shiba'ā; en hebreo: חוות שבעא‎ o הר דוב, Har Dov), en ocasiones escrito Sheba'a, es una pequeña franja de terreno de 22 kilómetros cuadrados en disputa ubicada en la intersección de la frontera siro-libanesa de los Altos del Golán sirios, ocupados militarmente por Israel. Este territorio proximooriental tiene unos 14 kilómetros de largo por 2,5 kilómetros de ancho. Actualmente, tanto Líbano como Siria reconocen el territorio como libanés, aunque Israel defiende que es territorio sirio. La postura oficial de las Naciones Unidas es que se trata de un territorio sirio ocupado por Israel.
La disputa por la soberanía de las Granjas de Shebaa deriva en parte de una mala gestión de las administraciones del Mandato francés de Siria y de los posteriores gobiernos libaneses y sirios, que no lograron demarcar la frontera oficial entre el Líbano y Siria. Una serie de documentos de los años veinte y treinta del siglo XX indican que los habitantes de la zona pagaban impuestos al gobierno libanés. Sin embargo, desde comienzos de los años cincuenta hasta el inicio de la ocupación israelí en 1967, Siria fue la potencia que dominó la zona de facto. En 1978, Israel invadió y ocupó militarmente el sur del Líbano y, en 1981, se anexionó los Altos del Golán (incluidas las Granjas de Shebaa), en un movimiento reconocido tan solo por los Estados Unidos y rechazado por el resto de la comunidad internacional. Siria ha reconocido oficialmente que las Granjas de Shebaa pertenecen al Líbano, aunque asegura que la demarcación oficial de las fronteras siro-libanesas no podrá llevarse a cabo hasta que Israel termine su ocupación militar de la zona.
El territorio ha sido un hervidero de violencia desde que Israel se retirase del Líbano en mayo del año 2000. La milicia libanesa Hezbolá ha declarado que la retirada israelí no es completa, dado que todavía ocupa una porción de terreno libanesa. Tras la retirada israelí del Líbano, el Secretario General de las Naciones Unidas emitió un comunicado en el que proponía que esta zona fuese designada área de operaciones para una fuerza temporal de interposición de las Naciones Unidas ubicada en territorio libanés. En dicho comunicado se estudiaba la disputa y se analizaban hasta 81 mapas distintos de la zona, y se llegaba a la conclusión de que no había pruebas de que estas granjas fuesen territorio libanés, pero proponía mantener las fronteras existentes para la Fuerza de las Naciones Unidas de Observación de la Separación en Siria (que había incluido a las Granjas de Shebaa desde 1967) «sin perjuicio» de cualquier futuro acuerdo entre Siria y el Líbano.

## Geografía

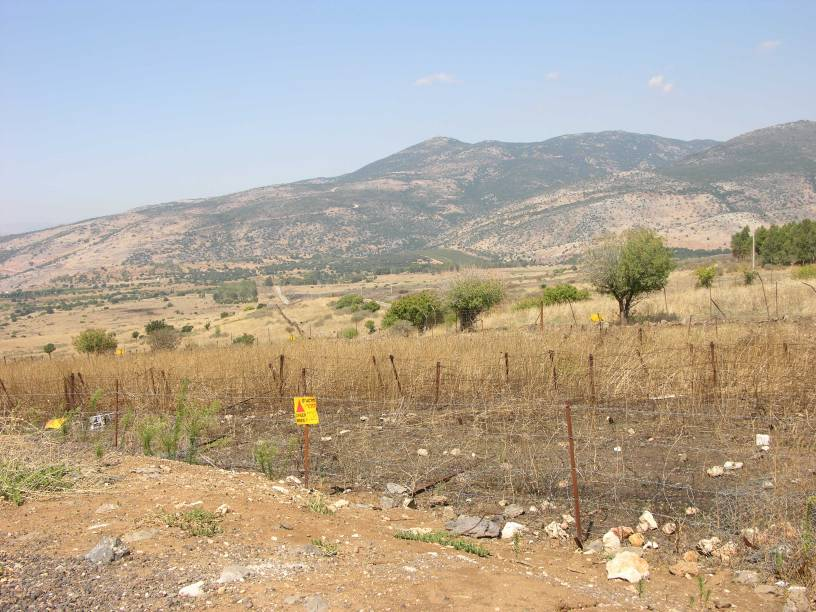
Campo de minas de Tel Faher, en las Granjas de Shebaa.

Las Granjas de Shebaa son un territorio de unos 14 kilómetros de longitud por 2,5 kilómetros de anchura, con una superficie cercana a los 22 km² que se divide en 14 propiedades agrícolas abandonadas. Se encuentra entre 3 y 12 kilómetros de la localidad libanesa de Shebaa, y entre 5 y 7 kilómetros al noroeste de la localidad siria de mayoría drusa de Majdal Shams. Las granjas de Shebaa se encuentran en la parte sureste de una larga y amplia cordillera que desciende hacia el suroeste desde el monte Hermón. El lado suroriental de este territorio sigue el curso del Wadi al-Asal, un uadi de 16 kilómetros de longitud que se adentra en Israel, llevando una porción de la generosa lluvia caída sobre el monte Hermón a la zona norte de los Altos del Golán.

Un informe de las Naciones Unidas define los límites de las Granjas de Shebaa de la siguiente manera: 
Comenzando desde la porción de la línea francesa de 1920 ubicada justo al sur de la aldea de El Majidiye; desde allí continúa hacia el sureste sobre la frontera Moughr Shabaa-Shabaa de 1946 hasta que alcanza la vaguada del Wadi al-Aasal; entonces sigue la vaguada del uadi hacia el nordeste hasta llegar a la cresta de la montaña al norte del antiguo caserío de Mazraat Barakhta, donde vuelve a conectar con la línea de 1920.
El linde suroccidental de las Granjas de Shebaa es una línea que sigue aproximadamente las faldas de la cordillera y que comienza a solo un kilómetro al norte de Banias, luego recorre la frontera internacional siro-libanesa en el vértice que se genera a 3,4 kilómetros de la localidad de Ghajar y a 1 kilómetro al sur de la aldea libanesa de El Majidiye. Esta frontera suroccidental de las Granjas de Shebaa queda a un kilómetro de la línea de armisticio de 1949, la frontera reconocida internacionalmente entre Israel y Siria. La única ruta terrestre entre el Líbano y Siria al sur del monte Hermón solía pasar por esta zona. Las pequeñas granjas de Shebaa no han sido cultivadas desde la guerra de los Seis Días en 1967.
Desde un punto de vista militar, las Granjas tienen una significativa importancia estratégica, dado que desde sus alturas se controlan importantes fuentes de agua fresca como el manantial de Wazzani y Banias. La zona incluye una serie de cimas que, hacia el oeste, controlan partes del sur del Líbano y el norte de la Galilea, en Israel. Sus alturas varían entre los 400 y los 2.000 metros.

## Terminología
La prensa y los funcionarios libaneses se refieren a menudo a la zona norte de las Granjas de Shebaa, que se encuentra al sureste de la aldea libanesa de Kafr Shuba, como las Colinas de Kafr Shuba. La amplia cordillera de esa zona se conoce en árabe como Jabel Rus (la montaña de las cabezas).
Israel denomina esta zona norte del territorio como Har Dov (Monte Dov), en referencia a Dov Rodberg, un oficial del ejército israelí que murió allí en 1970.

## Historia

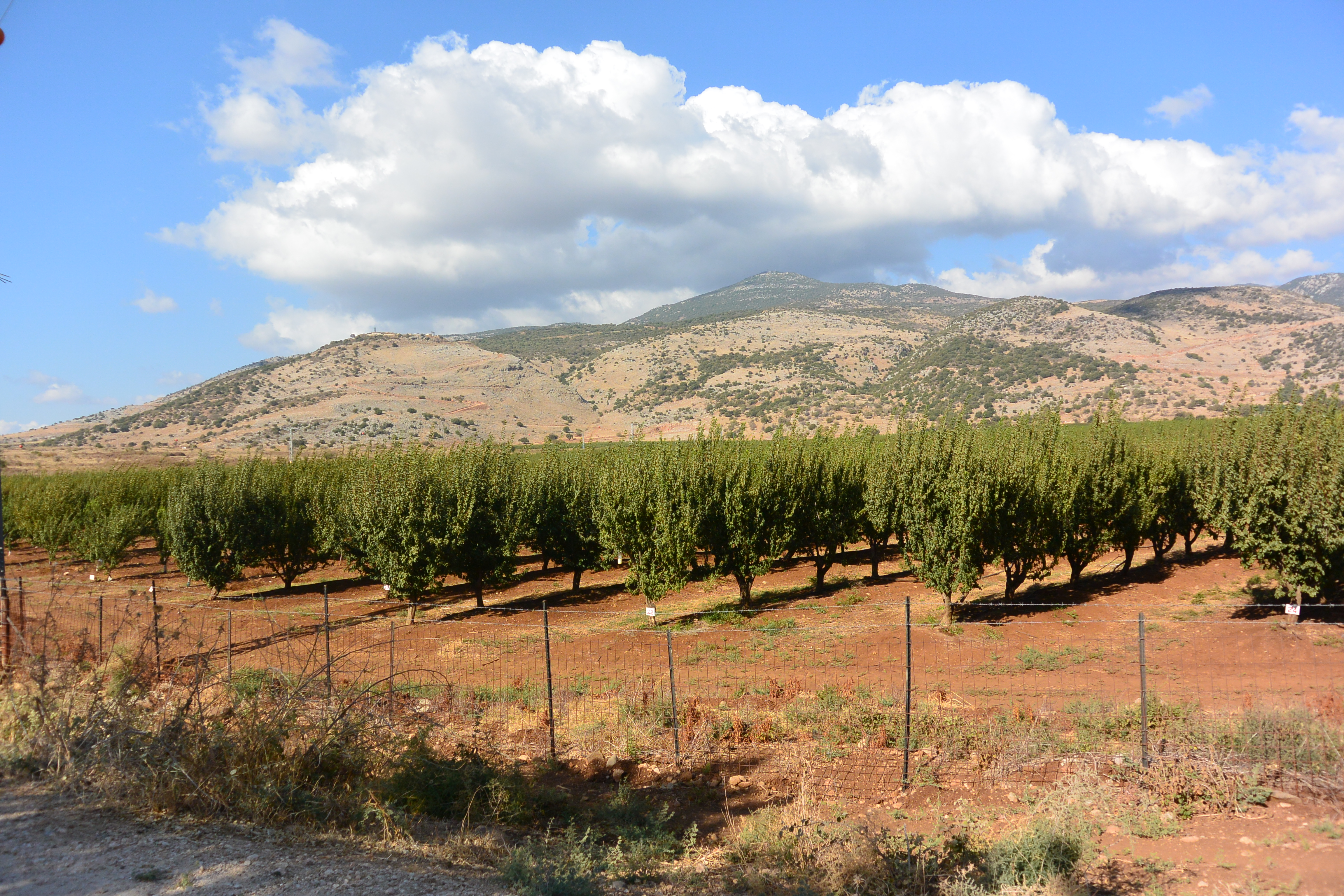
Plantación al norte de las Granjas de Shebaa.

Tanto la tradición islámica como la judía mantienen que un emplazamiento concreto dentro de las Granjas de Shebaa, denominado Maqam ‘Ibrahim al-Khalil en árabe y Makom Habetarim en hebreo, es el lugar donde Dios se le reveló a Abraham por primera vez.
La disputa por la soberanía de las Granjas de Shebaa deriva en parte de una mala gestión de las administraciones del Mandato francés de Siria y de los posteriores gobiernos libaneses y sirios, que no lograron demarcar la frontera oficial entre el Líbano y Siria. Ya desde los primeros años del Mandato, en 1923, un grupo de geógrafos franceses con escasez de medios materiales demarcaron las fronteras y ubicaron la aldea de Shebaa en la zona libanesa, mientras que emplazaban las Granjas en territorio sirio. Sin embargo, documentos de los años veinte y treinta del siglo XX indican que los habitantes de la zona pagaban impuestos al gobierno libanés y realizaban todas las tareas administrativas en las localidades libanesas de Hasbaya o Marjayoun, en lugar de la cercana ciudad siria de Quneitra. Los funcionarios del Mandato francés expresaron su desconocimiento de la ubicación real de la frontera y llegaron a sugerir que se trazaran mapas precisos que hicieran coincidir la frontera con la situación real de los habitantes de la zona. Los franceses produjeron mapas detallados de las fronteras en 1933 y en 1945, y un funcionario francés declaró en 1939 que esta falta de definición ciertamente causaría problemas en el futuro. Documentos de esas décadas del siglo XX indican que algunos de los habitantes de las Granjas de Shebaa tenían nacionalidad libanesa, pero cuando terminó el Mandato francés en 1946, la zona pasó a ser administrada por Siria, y como tal aparecía representada en los mapas de la época, incluidos los de los Acuerdos de Armisticio de 1949 y los mapas militares tanto sirios como libaneses.
Ya con ambos países independientes, sus gobiernos mostraron poca voluntad política de solucionar esta ambigüedad fronteriza. Esto se debió, en parte, a la dificultad que supuso para Damasco admitir la independencia del Líbano, al menos de una manera formal. De vez en cuando estallaban disputas territoriales tanto en relación con las Granjas de Shebaa como con otras localidades fronterizas siro-libanesas, por lo que estos dos países crearon un comité conjunto a finales de los cincuenta para demarcar la frontera entre ambas naciones. En 1964, el comité concluyó que la zona debía ser considerada propiedad del Líbano y recomendó que se volviese a fijar la frontera internacional de acuerdo con estas conclusiones. Sin embargo, ni Siria ni Líbano adoptaron las conclusiones de este comité ni llevaron a cabo ninguna acción con respecto a las fronteras propuestas. Por lo tanto, los mapas de la zona (incluidos los mapas militares de ambos países) siguieron reflejando las Granjas de Shebaa como territorio sirio.
El gobierno sirio administraba la región en los años sesenta y, en la víspera de la guerra de los Seis Días en junio de 1967, la zona estaba bajo control sirio. En 1967, la mayoría de los propietarios de las granjas y terrenos agrícolas locales vivían fuera de la zona controlada por Siria, en la aldea libanesa de Shebaa. Las Granjas de Shebaa fueron ocupadas militarmente por Israel tras su victoria en la guerra de los Seis Días de 1967. En aquel momento, la zona era considerada territorio sirio y, de hecho, Líbano no participó activamente en el conflicto. Desde que el ejército israelí ocupa la zona, hace ya más de cincuenta años, ha prohibido a los agricultores libaneses acceder a sus propias tierras de cultivo. A partir de 1968, la zona se convirtió en escenario de frecuentes enfrentamientos bélicos entre el ejército israelí y milicianos palestinos.

Visita del jefe del Estado Mayor israelí Moshe Levy a la posición Har Dov, en las Granjas de Shebaa (1986).

En 1978, el ejército israelí invadió y ocupó el sur del Líbano en la denominada Operación Litani. El Consejo de Seguridad de las Naciones Unidas aprobó poco después su resolución 425, que “exhorta a Israel a que cese inmediatamente su acción militar contra la integridad territorial libanesa y retire sin dilación sus fuerzas de todo el territorio libanés”. Se usaron deliberadamente las palabras “todo el territorio libanés” para evitar que Israel se atuviese a problemas semánticos y evitase así cumplir la resolución, como en el caso de la resolución 242. En 1981, Israel amplió el sistema legal israelí a los Altos del Golán. En su resolución 497, el Consejo de Seguridad de las Naciones Unidas consideró que "la decisión israelí de imponer sus leyes, su jurisdicción y su administración al territorio sirio ocupado de las Alturas del Golán es nula y sin valor y no tiene efecto alguno desde el punto de vista del derecho internacional”.
A finales del siglo XX, en el contexto de unas hipotéticas conversaciones de paz entre Israel y el Líbano, expertos libaneses comenzaron a reclamar que Israel abandonase las Granjas de Shebaa como una de las condiciones para la firma de ese tratado de paz. Tras la retirada del ejército israelí del sur del Líbano, que tuvo lugar el 24 de mayo del año 2000, una nueva polémica surgió en torno a esta zona. El 18 de junio de 2000, las Naciones Unidas confirmaron que Israel había retirado todas sus fuerzas del Líbano de acuerdo con la resolución 425, que había sido aprobada 22 años antes, en 1978. Tanto Siria como Líbano negaron que la retirada israelí fuese completa. Hezbolá cita la ocupación israelí de las Granjas de Shebaa como uno de los motivos por los que prosigue su conflicto con Israel.
El 21 de mayo del año 2000, menos de un mes antes de que se completase la retirada israelí del Líbano, Hezbolá comenzó a presionar por la devolución de las Granjas de Shebaa con su primer ataque con mortero en la zona. Entre los años 2000 y 2005, en el contexto de la Segunda Intifada palestina, Hezbolá atacó al ejército israelí en las Granjas de Shebaa en 33 ocasiones, lo que causó 16 soldados israelíes muertos, 2 prisioneros y 37 heridos. Por su parte, el ejército israelí mató a dos cabecillas de Hezbolá y al menos a 13 de sus milicianos.
Siria y Líbano están de acuerdo en que las Granjas de Shebaa son libanesas, aunque la primera se niega a realizar demarcaciones territoriales mientras dure la ocupación israelí. Durante décadas, la comunidad internacional ha pedido a Siria y Líbano que den los pasos necesarios para determinar la frontera exacta y para registrar esta frontera en las Naciones Unidas. En el contexto de la Segunda Guerra del Líbano, el primer ministro libanés Fuad Siniora pidió que Israel abandonase las Granjas de Sheba'a y que las Naciones Unidas se hicieran cargo de ella hasta que Siria y Líbano demarcasen oficialmente sus fronteras en la zona. El 31 de octubre de 2007, las Naciones Unidas publicaron una definición de la superficie de las Granjas de Shebaa realizada por el cartógrafo Miklos Pinther, lo que podría suponer un primer paso hacia una futura demarcación negociada de la zona. Sin embargo, a fecha de 2013, ni Israel ni Siria han dado una respuesta oficial a la propuesta.
El 28 de enero de 2015, dos soldados israelíes murieron en una emboscada de Hezbolá en la que resultaron heridos 7 soldados más. Hezbolá declaró que se trataba de un acto de represalia por la muerte de 10 de sus milicianos en un ataque previo israelí en los Altos del Golán. En respuesta, Israel disparó 118 obuses, 90 granadas de mortero y 5 proyectiles de tanque sobre las Granjas de Shebaa. Aunque los primeros proyectiles fueron cayendo lejos, poco a poco se fueron acercando a una posición de la FINUL en la zona hasta que acabaron impactando de lleno en ella, causando la muerte del cabo español Francisco Javier Soria.

## Reivindicaciones libanesas

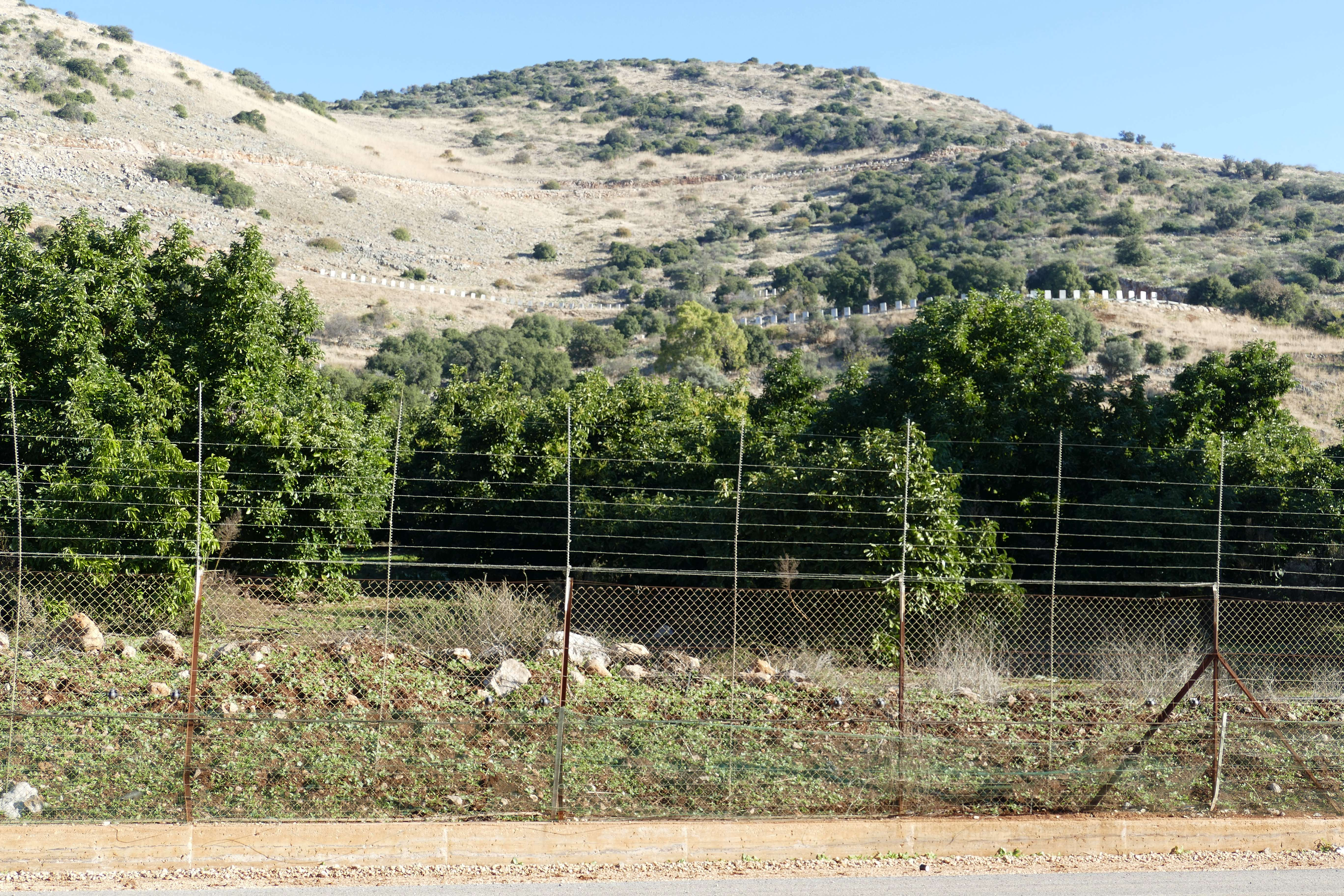
Carretera en las Granjas de Shebaa, cerca de la aldea de Ghajar.

En el año 2000, el Líbano negó la confirmación de la ONU de que Israel se había retirado por completo de su territorio de acuerdo con la resolución 425. Líbano afirmó que las Granjas de Shebaa son libanesas, exigió que las fuerzas israelíes se retirasen inmediatamente de ellas y declaró «inválida» la certificación de la ONU de una plena retirada israelí.
Fuentes libanesas apuntan a los títulos de propiedad de las tierras, selladas por el gobierno libanés, que poseían numerosos habitantes de la zona en los años cuarenta y cincuenta del siglo XX. La permanente ocupación israelí de la zona ha causado frecuentes enfrentamientos entre la milicia chií libanesa Hezbolá y el ejército israelí. Importantes figuras políticas libanesas han ligado la retirada israelí de las Granjas de Shebaa con el desarme de Hezbolá. “Si los Estados Unidos y otros países amigos nos ayudan a conseguir la retirada israelí de las Granjas de Shebaa, esto posibilitaría que las fuerzas libanesas fuesen las únicas en poder de armas en el país”, dijo el primer ministro libanés Fuad Siniora. El presidente del país, Émile Lahoud, se hizo eco de estas declaraciones al afirmar que “la resistencia debe mantenerse hasta que se consiga una paz completa y justa en la región”, añadiendo que “si el ejército libanés se desplegase en la frontera (con Israel) (…) se convertiría en una fuerza policial para proteger las fronteras israelíes, y eso no se puede aceptar”.
El político druso libanés Walid Jumblatt, secretario general del Partido Socialista Progresivo, ha declarado que el Líbano no tiene reclamaciones que hacer en las Granjas de Shebaa, mientras que el primer ministro y el presidente libanés afirman que sí las tiene. En agosto de 2008, el presidente libanés, Michel Sleiman, declaró: “La cuenta atrás para la liberación del resto de nuestras tierras ha comenzado. Y hoy confirmo [que usaremos] todos los medios disponibles y legítimos para conseguir este objetivo". El 28 de agosto de 2006, los milicianos de Hezbolá se retiraron de las posiciones que mantenían frente a la frontera de las Granjas de Shebaa, ocupadas por Israel.
Los mapas publicados en la página web del ejército libanés muestran diferentes versiones de la frontera sur del Líbano. Aunque las Granjas de Shebaa no aparecen designadas en los mapas, uno de ellos las representa claramente al sur de la frontera mientras que otro lo hace al norte de la misma.[cita requerida]

## Reivindicaciones sirias
Siria ha apoyado las reivindicaciones libanesas sobre las Granjas de Shebaa en diversas ocasiones, tanto a nivel de las Naciones Unidas como en comunicados de prensa oficiales del gobierno. El 16 de mayo del año 2000, el ministro de Asuntos Exteriores sirio, Farouq al-Shara, confirmó en una conversación telefónica con el Secretario General de las Naciones Unidas, Kofi Annan, que Siria apoya las reivindicaciones libanesas. Esta declaración se materializó en el comunicado de prensa SC/6878 de las Naciones Unidas, emitido el 18 de junio de 2000, que establecía que “En cuanto a las Granjas de Shaba’a, tanto el Líbano como Siria afirman que este territorio pertenece al Líbano”.
El 21 de enero de 2006, el presidente sirio Bashar al-Assad afirmó en un discurso ante la convención del Sindicato de Abogados Árabes en Damasco (que fue posteriormente traducido al inglés por SANA, la agencia de noticias estatal de Siria), que para fijar una demarcación oficial de la frontera siro-libanesa hay dos requisitos legales: primero, se debe registrar siguiendo el protocolo de la ONU, y segundo, un equipo de ingenieros debe amojonar de manera precisa la frontera. Dado que ni Líbano ni Siria tienen acceso a la zona, Assad argumenta que la resolución del problema llegará tras la retirada israelí del territorio ocupado.
Según informó SANA, Assad rechazó tajantemente en una entrevista del 24 de agosto de 2006 que se llevasen a cabo tareas de demarcación de las fronteras siro-libanesas antes de que Israel retirase sus tropas. El exvicepresidente sirio Abdel-Halim Khaddam declaró en una entrevista que “decir que las granjas están ocupadas y, por lo tanto, no pueden ser delimitadas no es más que un pretexto. La demarcación no llevaría más de una hora si hubiese voluntad política”.

## Reivindicaciones israelíes
Israel afirma que la zona no está sujeta a la resolución 425 del Consejo de Seguridad de las Naciones Unidas, que ordenaba la retirada de Israel del territorio libanés, y declara que las Granjas de Shebaa no son territorio libanés. En apoyo de esta afirmación, Israel apunta al hecho de que las Naciones Unidas certificaron la completa retirada israelí del Líbano en mayo del año 2000.
Israel afirma que este territorio era sirio cuando fue capturado durante la guerra de los Seis Días, y que Hezbolá utiliza la disputa fronteriza para proseguir con sus ataques contra Israel. La postura oficial de Israel es que las Granjas de Shebaa son parte integral de los Altos del Golán y, por lo tanto, solo negociará con Siria en el hipotético caso de que se retomasen las conversaciones de paz.

## Otras posturas

### Posición de las Naciones Unidas

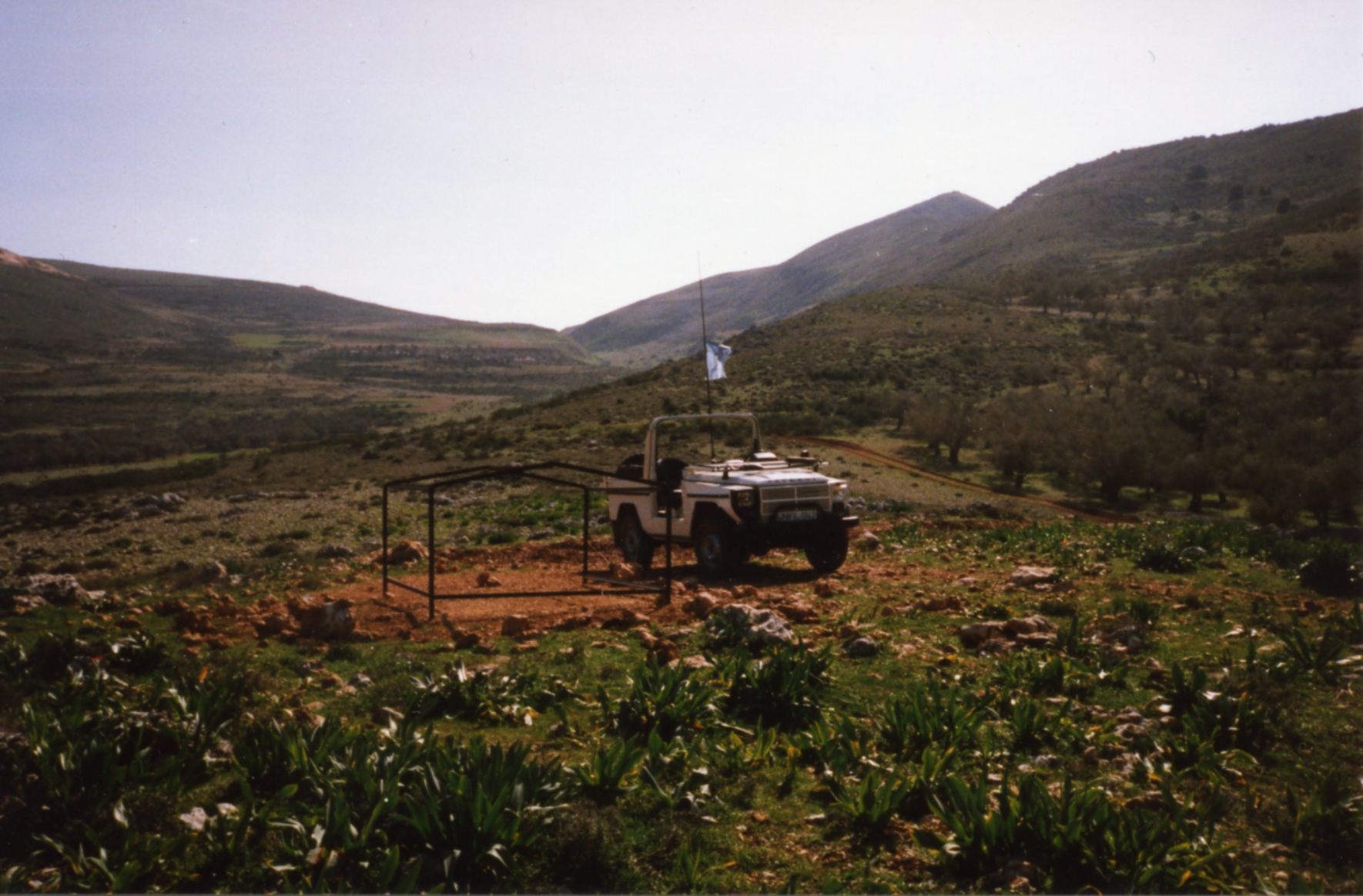
Vehículo de la FINUL.

La posición de las Naciones Unidas se define en torno a dos resoluciones de su Consejo de Seguridad. La resolución 425 exige a Israel la retirada completa del Líbano y, dado que las Naciones Unidas certificaron dicha retirada en mayo del año 2000, esto implica que las Granjas de Shebaa no forman parte del Líbano sino de Siria y, en concreto, de la región de los Altos del Golán. La resolución 242 exige a Israel la retirada de todos los territorios ocupados tras la guerra de los Seis Días de 1967, entre los que se encuentran los Altos del Golán sirios. Así pues, el punto de vista de la ONU es que las Granjas de Shebaa son territorio sirio ocupado militarmente por Israel.

En el año 2000, las Naciones Unidas certificaron la retirada de Israel de acuerdo con la resolución 425 del Consejo de Seguridad de las Naciones Unidas, aprobada en 1978. Este movimiento había sido realizado de conformidad con la “línea de retirada”. A su vez, las Naciones Unidas apuntaron que esta decisión era «sin perjuicio de los futuros acuerdos fronterizos entre los Estados miembros involucrados», en referencia a: Israel, Siria y el Líbano. Las Naciones Unidas declararon:
“El 15 de mayo de 2000, las Naciones Unidas recibieron un mapa fechado en 1966 proveniente del Gobierno del Líbano, que reflejaba la postura del gobierno de que esas granjas están ubicadas en el Líbano. Sin embargo, las Naciones Unidas poseen otros 10 mapas emitidos después de 1966 por diversas instituciones de gobierno libanesas, incluido el Ministerio de Defensa y el ejército, que ubican las granjas dentro de la República Árabe de Siria. Las Naciones Unidas también han examinado seis mapas enviados por el Gobierno de la República Árabe de Siria, incluidos tres mapas posteriores a 1966, que ubican estas granjas en la República Árabe de Siria.”
En un comunicado del 18 de junio de 2000, el Consejo de Seguridad señaló que tanto Israel como el Líbano habían confirmado al Secretario General que la identificación de la “línea de retirada” era responsabilidad única de las Naciones Unidas, y que ambas partes respetarían la línea tal y como se identificase. En una visita de investigación a la zona, el enviado especial de las Naciones Unidas a Oriente Medio, Terje Rod-Larsen, señaló que tanto los mapas anglo-franceses de 1923 como los mapas de los acuerdos de armisticio de 1949 ubicaban la zona en Siria. 

En abril de 2002, el Secretario General de las Naciones Unidas, Kofi Annan, declaró:
Con respecto a los altercados producidos a lo largo de la Línea Azul y provenientes del territorio libanés, llamo al Gobierno del Líbano y a todas las partes involucradas a que condenen y eviten estas violaciones. El propio Consejo de Seguridad confirmó en junio de 2000 que Israel se había retirado del sur del Líbano de acuerdo con las resoluciones 425 y 426 del Consejo de Seguridad de las Naciones Unidas. Los ataques en cualquier punto de la Línea Azul, incluidos en las Granjas de Shebaa de los Altos del Golán ocupados, son violaciones de las resoluciones del Consejo de Seguridad. El respeto por las decisiones del Consejo de Seguridad es el requisito más básico de la legitimidad internacional.[cita requerida]
El 20 de enero de 2005, un informe del Secretario General de la ONU sobre el Líbano afirmaba:
“La posición sostenida continuamente por el Gobierno del Líbano de que la Línea Azul no es válida en la zona de las Granjas de Shebaa no es compatible con las resoluciones del Consejo de Seguridad. El Consejo ha reconocido la Línea Azul como válida a fin de confirmar la retirada de Israel conforme a la resolución 425 (1978). El gobierno del Líbano debería acatar las repetidas llamadas del Consejo para que las partes respeten la Línea Azul en su totalidad».
Timur Goksel, a la sazón portavoz de la Fuerza Provisional de las Naciones Unidas para el Líbano (FINUL), declaró a la BBC que «nadie discute que la aldea de Shebaa en sí está en el Líbano, pero la mayoría de las granjas quedaban en una zona poco definida que bien podría ser Siria o Líbano» y que, aunque las Naciones Unidas no son una 'autoridad que demarque fronteras', en todos los mapas que la ONU ha sido capaz de recopilar, las Granjas aparecen del lado sirio (de la frontera)».
Tras la invasión israelí del Líbano en 2006, la resolución 1701 del Consejo de Seguridad de las Naciones Unidas pidió la «delineación de las fronteras internacionales del Líbano, en especial en aquellas zonas donde la frontera está en disputa o no ha sido definida, incluida el área de las Granjas de Shebaa».

### Posición de los Estados Unidos
El 26 de abril de 2006, John Bolton declaró como embajador estadounidense en las Naciones Unidas que «creo que la mayor parte de las pruebas indican que las Granjas de Shebaa son territorio sirio». El 1 de agosto de 2006, el expresidente estadounidense Jimmy Carter sugirió a título personal en The Washington Post que “Israel debería retirarse de todo el territorio libanés, incluidas las Granjas de Shebaa”.
En junio de 2008, la secretaria de Estado de los Estados Unidos, Condoleezza Rice, visitó Beirut y declaró que «los Estados Unidos consideran que es hora de alcanzar un acuerdo en torno al asunto de las Granjas de Shebaa (…) de acuerdo con la resolución 1701 de las Naciones Unidas». La resolución 1701 fue aprobada por el Consejo de Seguridad de las Naciones Unidas para poner fin a la Segunda Guerra del Líbano y ordenaba, entre otras medidas, la retirada israelí de todo el territorio libanés y la demarcación oficial de las fronteras libanesas.

### Posición de la Liga Árabe
La Liga Árabe apoya las reivindicaciones libanesas sobre las Granjas de Shebaa y así lo expresó en un comunicado durante su 13.ª sesión, en 2001, en el que pedía «la completa retirada israelí de todo el territorio palestino ocupado, incluido Jerusalén, de los Altos del Golán sirios ocupados hasta los límites del 4 de junio de 1967, y del resto del territorio ocupado libanés hasta la frontera reconocida internacionalmente, incluidas las Granjas de Shebaa».

### Investigaciones
En 2002, el profesor Asher Kaufman de la Universidad Hebrea de Jerusalén descubrió documentos inéditos en los archivos del gobierno francés. En uno de ellos, dos litigantes franceses resolvieron una disputa comercial con un acuerdo que sugería que la frontera debería dejar las Granjas de Shebaa en el Líbano. Otros dos documentos, datados en 1937 y 1939, eran informes del consejero administrativo del sur del Líbano y del jefe de los servicios especiales en la ciudad siria de Quneitra. Ambos evidenciaban una discrepancia entre las fronteras que determinaba un mapa otomano de escala 1:200.000 y su punto de vista de la “realidad” de la zona. Estos documentos recababan “información no oficial” de “varias fuentes” y concluían que, desde su punto de vista, la región era libanesa. Su conclusión se basaba el hecho de que algunos residentes de la zona pagaban impuestos en el Líbano y en que tres o cuatro rediles de ovejas en las Granjas de Shebaa pertenecían a residentes de la aldea libanesa de Shebaa.
En un libro publicado en 1988, Moshe Brawer, un geógrafo israelí, cita dos mapas franceses publicados en 1932 y 1946, el primero de los cuales ubica las Granjas como parte del Líbano mientras que el segundo las muestra como territorio sirio.